# Dauphin commun à long bec
Delphinus capensis
Espèce
Statut de conservation UICN

 DD  : Données insuffisantes
Répartition géographique
Statut CITES
Le dauphin commun à long bec (Delphinus capensis) est un cétacé de la famille des  Delphinidae que l'on rencontre essentiellement dans l'Atlantique Sud et l'océan Indien. Le premier spécimen décrit est un individu trouvé au cap de Bonne-Espérance d'où son nom scientifique capensis.
Ses liens de parenté avec le Dauphin commun (Delphinus delphis) sont débattus et son statut d'espèce distincte n'a pas été soutenu par les analyses moléculaires récentes.
Ne pas confondre avec le dauphin à long bec (Stenella longirostris).

## Description et classification
Le dauphin commun à long bec mesure de 1,9 m à 2,4 m pour la femelle, jusqu'à 2,6 m pour le mâle. Il vit le long des côtes dans les eaux chaudes et tropicales, est sociable, forme des groupes de 10 à 30 individus par classe d'âge et mange des petits poissons pélagiques dont des sardines et des anchois ainsi que des calmars... 
Initialement décrit par Gray comme une espèce à part entière, le dauphin commun à long bec a ensuite été assimilé à une sous-espèce du dauphin commun (Delphinus delphis capensis) en raison de la forte ressemblance morphologique entre les deux animaux.
Une étude ADN menée en 1995 a permis de le différencier du dauphin commun à bec court. Cette même étude a mis en évidence la différence du dauphin commun présent en mer Rouge (Delphinus tropicalis).
Mais selon une étude de Haydée A. Cunha et al. de 2015, Delphinus capensis n'est pas reconnu comme valide et est considéré comme un synonyme de Delphinus delphis.